# 't Schildershuis

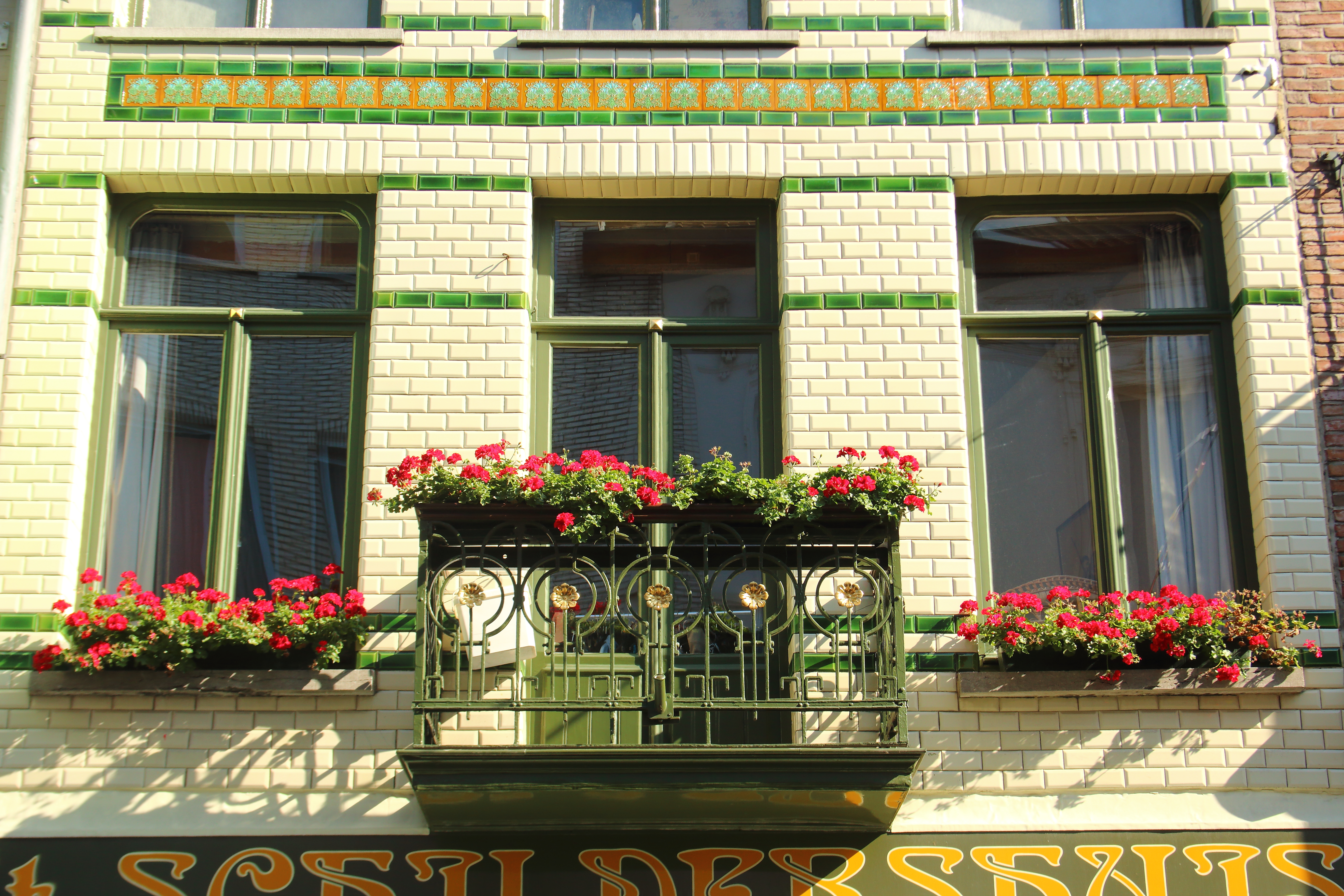
't Schildershuis

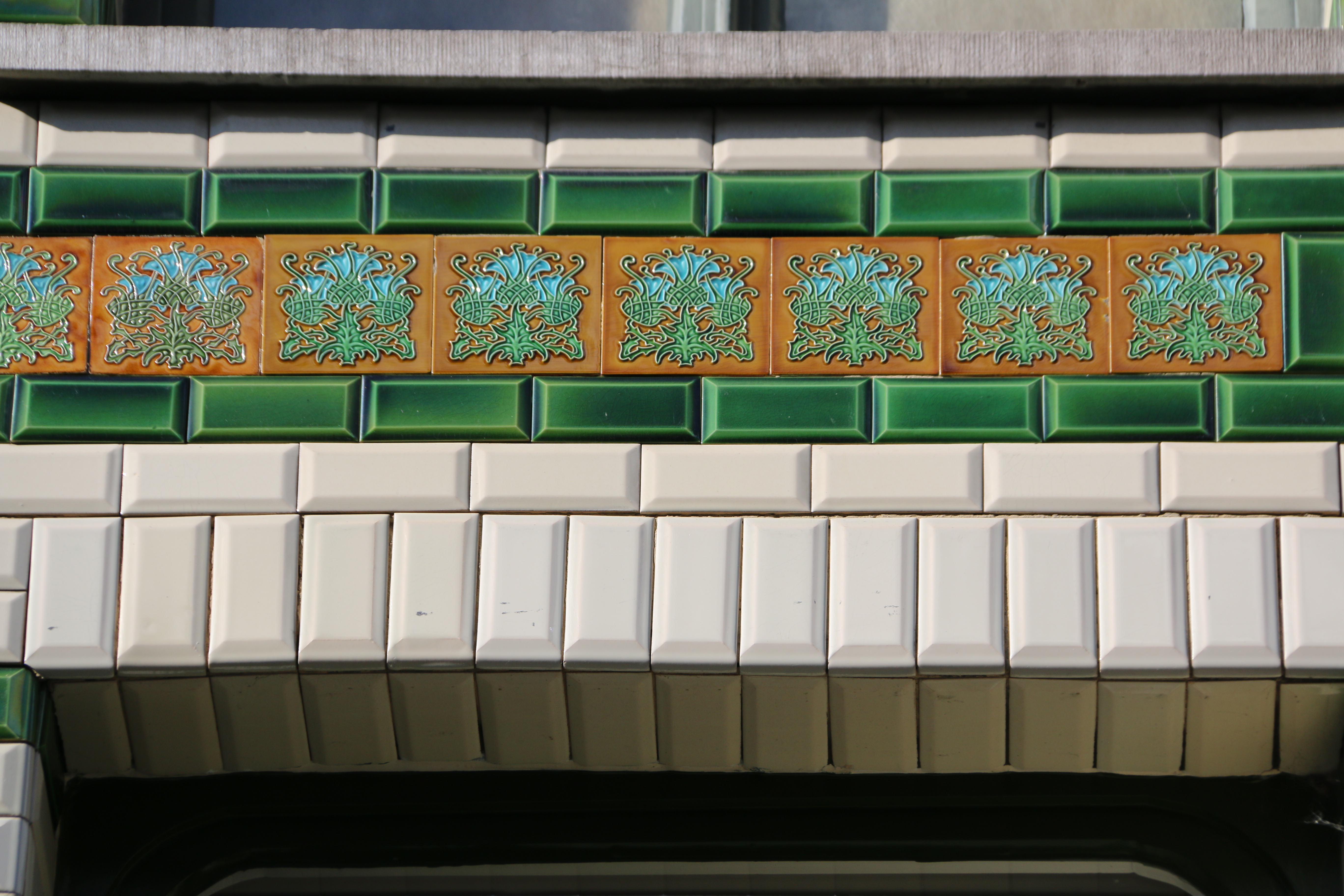
Sierband met Gilliot-tegels

't Schildershuis is een historisch pand in de Stationsstraat in het Belgische Zottegem. Het pand op nummer 20 dateert uit de eerste helft van de 20ste eeuw. Het pand vertoont stijlkenmerken van de art nouveau. De gevel van het huis is bezet met faience in geel en groen. Tussen de eerste en tweede verdieping bevindt zich een sierband met tegels met plantenmotief (vermoedelijk van Gilliot). In het sierlijke smeedwerk van het balkon zitten bloemen verwerkt. Voor 1951 was er onder andere een horlogemaker gevestigd in het pand; van 1951 tot 2012 was er een schilders- en sierprofielenzaak in gevestigd.